# VII. Vlad havasalföldi fejedelem
VII. Vlad vagy Fulladt Vlad (románul: Vlad Înecatul), (1508 – 1532. szeptember 18. után, Popești) havasalföldi fejedelem 1530-tól haláláig.
VI. Vlad fiaként született. Török segítséggel Brassó ellen ment Szapolyai János magyar király érdekében.
Ragadványnevét arról kapta, hogy egy éjjel részegen belelovagolt a Dâmbovița folyóba és vízbe fulladt.

## Családja
Vlad 1531-ben házasodott össze Annával, IV. Péter moldvai fejedelem leányával. Gyermekük nem ismert.